# Comunità Montana Fontanabuona
Die Comunità Montana Fontanabuona war ein politischer Zusammenschluss von 17 italienischer Gemeinden zu einer Comunità montana. Sie wurde von den in der Regel recht kleinen Gemeinden gebildet, die zumindest teilweise in Bergregionen liegen, um die wirtschaftliche Entwicklung der Region zu stärken. Weitere Aufgaben waren die Stärkung des Tourismus, des Naturschutzes und die Erhaltung der ländlichen Kultur.
Durch ein Regionalgesetz aus dem Jahr 2010 wurden die Comunità montane der Region Ligurien abgeschafft. Die Verwaltungsgemeinschaft befindet sich in Liquidation.

## Geographie

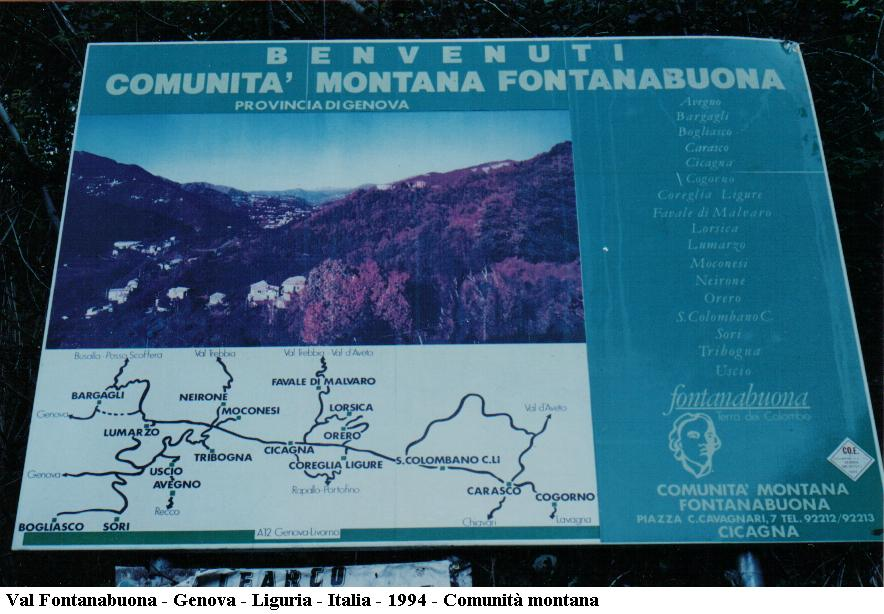
Infotafel zur Comunità Montana Fontanabuona

Die Comunità lag in der ligurischen Provinz Genua und umfasste das im Apennin gelegenen Tal Fontanabuona und Teile des Val Bisagno (wie die Gemeinde Bargagli), des Golfo Paradiso (Sori) und des oberen Abschnittes des Reccotals (Avegno und Uscio).
Die Gemeinden, welche die Comunità Montana Fontanabuona bildeten, waren: Avegno, Bargagli, Carasco, Cicagna, Cogorno, Coreglia Ligure, Favale di Malvaro, Leivi, Lorsica, Lumarzo, Mocònesi, Neirone, Orero, San Colombano Certenoli, Sori, Tribogna, Uscio.
Der Verwaltungssitz des Gemeindezusammenschlusses lag in Cicagna.